# 立陶宛國家廣播電視台
立陶宛國家廣播電視台是立陶宛的國家廣播電視台，總部位於維爾紐斯。現在擁有兩個公共電視頻道，一個衛星電視頻道，一個高畫質電視頻道，三個廣播頻率。廣播服務開始於1926年，電視服務開始於1957年。1990年，立陶宛自行宣布独立，原苏联立陶宛电视台（LTV）的名称中依然保留“苏联”一词。1991年9月，立陶宛正式独立后，LTV改组为LRT。立陶宛國家廣播電視台在1993年加入歐洲廣播聯盟。2015年開始，立陶宛國家廣播電視台停止播出商業廣告。

## 外部連結
- 官方网站 （立陶宛文）（英文）